# Astroballe
Astroballe, conosciuta anche come L'Astroballe, è una arena coperta situata a Villeurbanne, comune francese della metropoli di Lione.
L'arena viene usata principalmente per ospitare partite di pallacanestro, grazie alla sua capienza di 5.560 posti a sedere.

## Storia
La prima persona a pensare all'Astroballe fu Gilbert Chabroux, ex-sindaco di Villeurbanne, il quale parlò della costruzione dell'arena durante la sua campagna elettrorale nel 1989.
Chabroux voleva una arena multifunzionale per la città che potesse ospitare partite di pallacanestro di alto livello, rimpiazzando così la Maison des Sports.
L'Astroballe venne inaugurata il 20 aprile 1995, diventando così la casa dell'ASVEL Lyon-Villeurbanne, squadra del massimo campionato francese.